# Craterestra terranea
Craterestra terranea là một loài bướm đêm trong họ Noctuidae.